# Siegfried von Belzig
Siegfried (lateinisch Sifridus; † nach 1204) war Graf von Dornburg und Belzig und Burggraf von Brandenburg.

## Leben
Siegfried war ein Sohn von Baderich von Jabilinze († nach 1179), der Graf von Jabilinze und Dornburg und der erste Burggraf von Brandenburg war. 1170 wurde er erstmals an der Seite seines Vaters erwähnt.
1186 wurde er als Graf von Dorneburg und Kastellan (Burggraf) von Brandenburg bezeichnet. In den folgenden Jahren wurde er mehrfach mit einer dieser Bezeichnungen genannt, in einigen mit seinem Bruder Baderich (II.). 1194 hatte Siegfried wahrscheinlich die Herrschaft in Dornburg an seinen Bruder übergeben, er wurde seitdem meist nur noch als Burggraf oder Graf bezeichnet, 1201 wurde Siegfried als Graf von Beltitz (Belzig) bezeichnet. Dies ist die erste eindeutige Nennung dieses Ortes für die Familie, möglicherweise war jedoch schon Jabelinze eine Bezeichnung dafür.
1204 wurde Siegfried letztmals erwähnt. 1211 wurde sein Sohn Baderich von Belzig († nach 1251) erstmals als Graf von Belzig bezeichnet.